# Štefanovce (Vranov nad Topľou)
Štefanovce (in ungherese Istvántelke) è un comune della Slovacchia facente parte del distretto di Vranov nad Topľou, nella regione di Prešov.